# Davidof
Davidof (in lingua aleutina Qanan-tanax̂; in russo Давыдова, Davydova) è un'isola che fa parte delle Rat, un gruppo delle Aleutine occidentali e appartiene all'Alaska (Stati Uniti). Ha preso il suo nome dall'ufficiale navale russo Gavriil Ivanovič Davydov che esplorò la regione assieme a Nikolaj Aleksandrovič Chvostov (che ha dato a sua volta il nome all'isola Khvostof) come narrato nel libro "Duplice viaggio in America degli ufficiali della marina Khvostov e Davydov" del 1810.
L'isola è di forma irregolare con una lunghezza da nord a sud di 3,2 km e una larghezza massima di 1,12 km. Il punto più alto nella parte meridionale raggiunge i 328 metri. Le isole Davidof, Khvostof Pyramid e Lopy sono probabilmente i resti di un antico vulcano a doppio cono che è stata distrutto in una catastrofica eruzione durante il tardo periodo Terziario
.
La Davidof ospita nutrite colonie di pulcinella dai ciuffi e pulcinella dal corno.

## Note

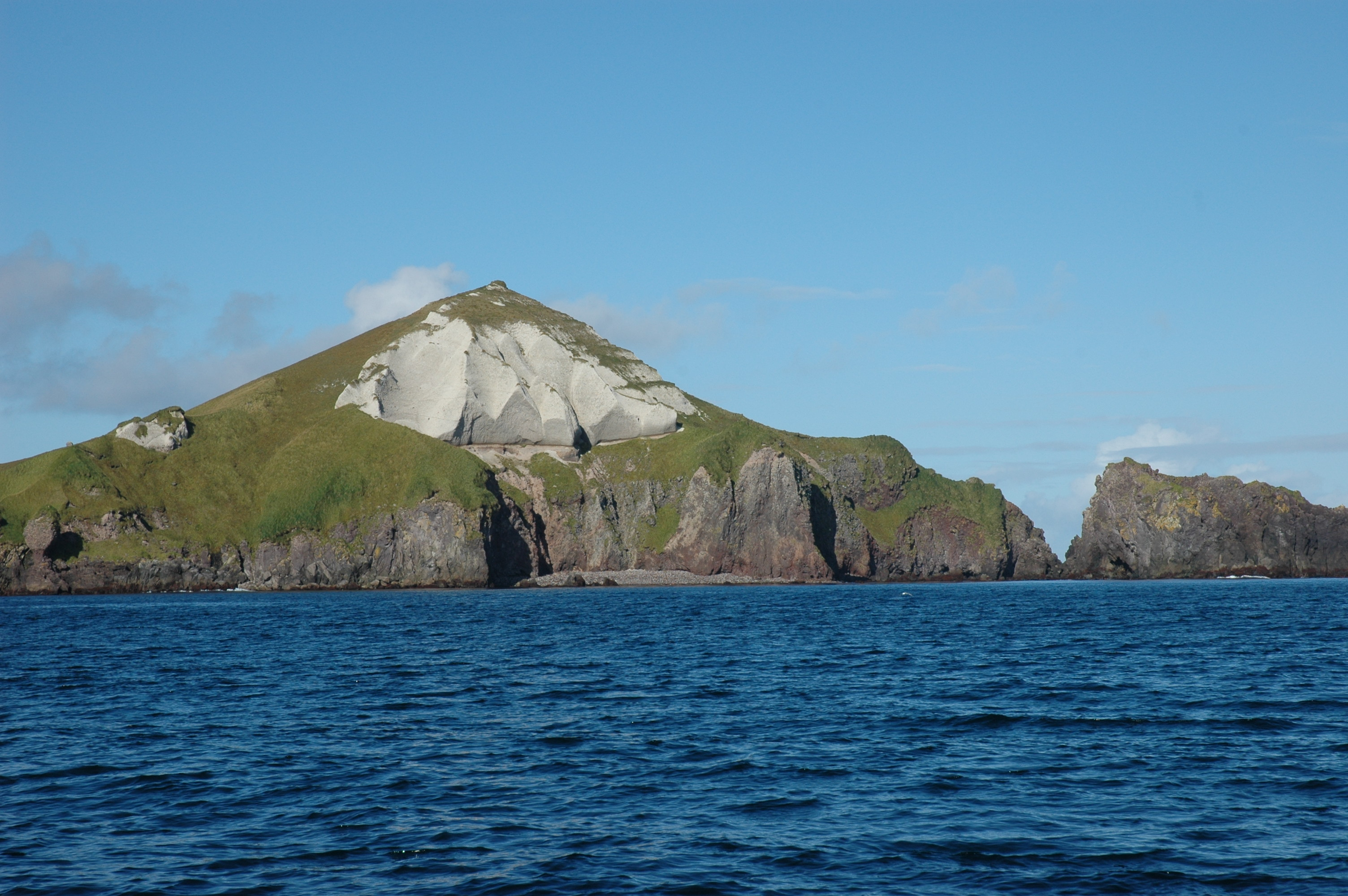